# 3. dzielnica Paryża
3. dzielnica Paryża (fr. 3e arrondissement de Paris) – jedna z 20 paryskich dzielnic. Położona jest na prawym brzegu Sekwany.
3. dzielnica jest siedzibą rozwijającego się paryskiego Chinatown oraz najstarszego muzeum typu technicznego Conservatoire National des Arts et Métiers.

## Geografia
Powierzchnia dzielnicy wynosi zaledwie 1,17 km², co czyni ją drugą od końca pod względem wielkości dzielnicą Paryża.

## Podział
3. dzielnica Paryża dzieli się na cztery mniejsze dzielnice (quartier): 
- Quartier des Arts-des-Métiers (10. dzielnica Paryża)
- Quartier des Enfants-Rouges (11. dzielnica Paryża)
- Quartier des Archives (12. dzielnica Paryża)
- Quartier Sainte-Avoye (13. dzielnica Paryża)

## Demografia
Największą liczbę populacji 3. dzielnica osiągnęła przed 1861 rokiem. Od czasu reorganizacji dzielnic, jaka miała miejsce w Paryżu w 1860 roku, populacja dzielnicy systematycznie spadała. Z ostatniego spisu powszechnego z 1999 roku, wynika że 3. dzielnicę zamieszkiwało 34 248 mieszkańców oraz istniały 29 723 miejsca pracy.

### Zmiana populacji dzielnicy
| Rok  | Populacja | Gęstość (na km²) |
| ---- | --------- | ---------------- |
| 1861 | 99,116    | 84,642           |
| 1872 | 89,687    | 76,656           |
| 1954 | 65,312    | 55,822           |
| 1962 | 62,680    | 53,527           |
| 1968 | 56,252    | 48,038           |
| 1975 | 41,706    | 35,616           |
| 1982 | 36,094    | 30,823           |
| 1990 | 35,102    | 29,976           |
| 1999 | 34,248    | 29,247           |
| 2005 | 35,100    | 29,974           |

## Imigracja

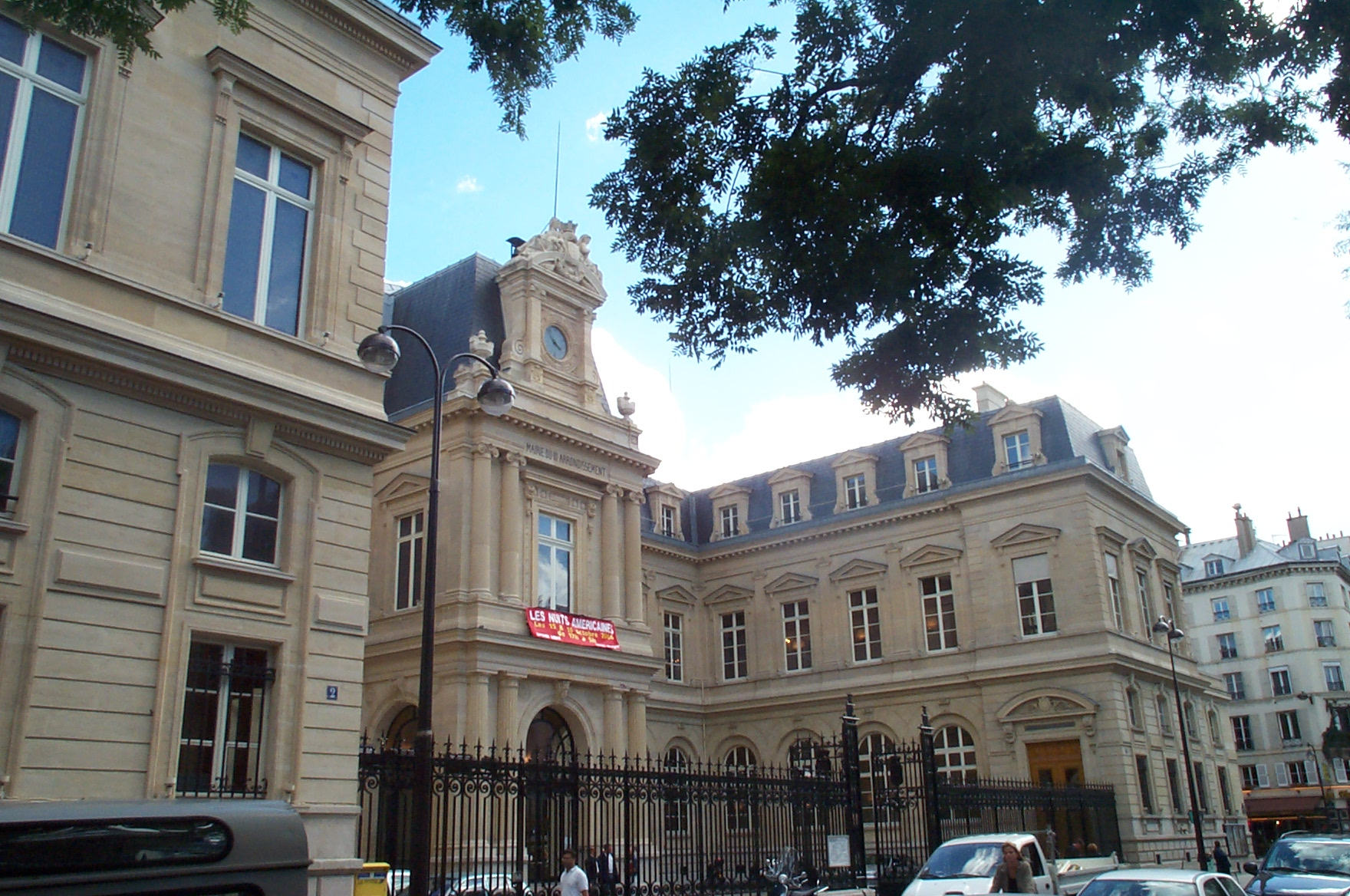
Budynek merostwa 3 dzielnicy

Ze spisu przeprowadzonego w 1999 roku wynika że 73,4% mieszkańców 3 dzielnicy urodziło się na terenie Francji Metropolitarnej. Pozostałe 26,6% urodziło się poza jej granicami z czego: 0,8% stanowią imigranci pochodzący z francuskich terenów zamorskich, 4,4% imigranci urodzeni zagranicą lecz posiadający francuski paszport od urodzenia (głównie ex-kolonie w Afryce Północnej), 5,8% imigrantów stanowią przedstawiciele EU-15 (Stara Unia) a 15,6% są to imigranci pochodzący spoza krajów EU-15.

## Ważniejsze miejsca i zabytki w 3. dzielnicy
- Le Marais
- Conservatoire National des Arts et Métiers
- Musée des Arts et Métiers
- Musée Carnavalet
- Twierdza Temple (obecnie nieistniejąca)